# Циглер, Гюнтер
Гюнтер Циглер — немецкий математик, специалист в области дискретной математики, комбинаторики, а также геометрии и топологии. Профессор, доктор, избранный президент Свободного университета Берлина, глава Берлинской математической школы (Berlin Mathematical School), почётный профессор Берлинского технического университета, член Леопольдины (2009).
Один из авторов мирового бестселлера «Доказательства из Книги».

## Биография
Степень доктора философии получил в Массачусетском технологическом институте в 1987 году (научный руководитель Anders Björner). Провёл четыре года в Аугсбурге, где являлся постдоком у Martin Grötschel, вместе с которым перебрался в Берлин в 1992 году, перед чем также провёл одну зиму в Стокгольме. Хабилитировался в 1992 году в Берлинском техническом университете. С 1995 по 2011 год преподавал математику в последнем в должности профессора математики, а с 2011 года преподаёт её в Свободном университете Берлина, поступил туда как профессор «MATHEON», ныне профессор математики его Института математики. Член исследовательского центра Немецкого научно-исследовательского сообщества «MATHEON — Mathematics for key technologies» с его основания в 2002 году. Председатель-основатель Берлинской математической школы (Berlin Mathematical School) в 2006 году. В 2006—2008 годах президент Германского математического общества.
Член совета Берлин-Бранденбургской академии наук, фелло Американского математического общества (2012) и Hector Foundation (2013).
Инициатор и соорганизатор Германского года математики (2008).
Его совместная с австрийским математиком Мартином Айгнером книга «Доказательства из Книги. Лучшие доказательства со времен Евклида до наших дней» (Proofs From THE BOOK, 1-е изд. 1998), за которую оба автора были удостоены премии Стила 2018 года в номинации за математическое изложение, переведена на 14 языков и выдержала пять изданий на английском языке.
Он также является автором «Lectures on Polytopes» (Springer, 1995) и книги «Darf ich Zahlen? Geschichten aus der Mathematik».

## Награды и отличия
- Золотая медаль, Международная математическая олимпиада (1981)
- Literaturpreis der Schwulen Buchläden[нем.] (1993)
- Gerhard-Hess-Preis[нем.], Немецкое научно-исследовательское общество (1994)
- Премия имени Лейбница, Немецкое научно-исследовательское общество (2001)
- Gauß-Vorlesung, Немецкое математическое общество (2005)
- Chauvenet Prize[англ.], Математическая ассоциация Америки (2006)
- Communicator-Preis[нем.], Немецкое научно-исследовательское общество и Stifterverband (2008)
- ERC Advanced Grant (2010)
- Hector Wissenschaftspreis[нем.] (2013)
- Berliner Wissenschaftspreis[нем.] (2017)
- Премия Стила за математическое изложение Американского математического общества (2018)